# Air Naningan (plaats)
Air Naningan is een bestuurslaag in het regentschap Tanggamus van de provincie Lampung, Indonesië. Air Naningan telt 5866 inwoners (volkstelling 2010).